# La maravillosa tierra de Oz
La maravillosa tierra de Oz (en inglés: Being an Account of the Further Adventures of the Scarecrow and the Tin Woodman, acortado como The Marvelous Land of Oz) es el segundo libro de L. Frank Baum de la serie de libros de Oz y es la secuela de El maravilloso mago de Oz. Fue publicado el 5 de julio de 1904. 